# Примак, Максим Владимирович
Максим Владимирович Примак (26 октября 1981) — российско-казахстанский футболист, полузащитник.

## Карьера
Воспитанник волжского футбола. Играл за российские команды «Торпедо»/«Энергия» Волжский (1999—2001, 2012), «Уралан» Элиста (2002—2004), «Волгарь-Газпром» Астрахань (2008—2009), «Торпедо» Армавир (2010), «Ротор» Волгоград (2011—2012), «Газпром Трансгаз Ставрополь» (2013—2014) и казахстанский «Иртыш» Павлодар (2005—2007).
С 2017 года — тренер в школе имени Слуцкого (Волгоград).